# HD 21379
HD 21379，又名BD+12 477，SAO 93439、HR 1039，是一颗恒星，视星等为6.28，位于銀經171.47，銀緯-35.06，其B1900.0坐标为赤經3h 21m 48.1s，赤緯+12° -35.06′ 10″。